# نظامنامه انتخابات اصنافی
نظامنامه انتخابات اصنافی اولین نظامنامهٔ انتخابات مجلس شورای ملی پیش از تصویب قانون انتخابات مجلس شورای ملی بود.
طبق نظامنامه فقط شش طبقهٔ خاص ۱) شاهزادگان قاجار؛ ۲) اعیان و اشراف؛ ۳) علما و طلاب؛ ۴) ملاکین و فلاحین؛ ۵) تجار؛ و ۶) اصناف حق رأی داشتند که ملاکین و فلاحین می‌بایست صاحب ملکی به ارزش هزار تومان، تجار صاحب حجره، و اصناف صاحب دکانی با کرایهٔ متوسط می‌بودند. حداقل سن رأی برای رعایای ایرانی ۲۵ سال تعیین شده بود و زنان حق رأی نداشتند.
بحرالعلوم کرمانی، مشروطه‌خواه و نماینده دور اول مجلس، در خاطرات خود نوشته است:

صنیع‌الدوله و ملک‌المتکلمین و سید جمال‌الدین که برای تنظیم نظام‌نامه مجاهدت بسیار می‌کرد‌ند‌ و کوشش می‌نمود‌ند‌ که این کار اساسی به نفع طبقه عامه خاتمه پیدا کند، مکرر می‌گفتند، نظام‌نامه انتخابات در حقیقت مقدمه و طلیعه قانون اساسی است و هرگاه این مرحله ملیون شکست بخورند و نظام‌نامه انتخابات روی منویات مستبدان نوشته و به امضا برسد، محال است یک قانون اساسی که حاکی مصالح عمومی و متضمن منافع ملت باشد، به دست آورد.